# Embedded GLIBC
Embedded GLIBC (EGLIBC)はGNU Cライブラリ(glibc)の派生物であり、glibcとのソース・バイナリ互換性を保ちながらも組み込み機器への利用に最適化した標準Cライブラリである。EGLIBCの著作者はこれはglibcのフォークを意図してはいない、また派生物であるとしながらも、glibcのコア開発者に却下されたパッチの受け入れを表明している。EGLIBCはGNU LGPLのもと配布される自由ソフトウェアである。
2009年5月、Debianは、glibcの開発プロセスに対する懸念により、glibcからEGLIBCへの移行を発表した。それに続き、Ubuntuが9.10リリースよりこのライブラリに移行した。Ark LinuxもまたEGLIBCを使用している。なおDebian自身は、2011年にリリースされた、6.0 (コードネーム: squeeze)より正式にEGLIBCに移行した。
2014年初頭、glibc 2.19(同年2月リリース)からのフォークを最後に、EGLIBCの開発終了と、glibcへの合流が発表された
。
これを受けて、Debianも8.0(コードネーム: jessie)からglibcに戻ることになった
。